# Hannes Duscher

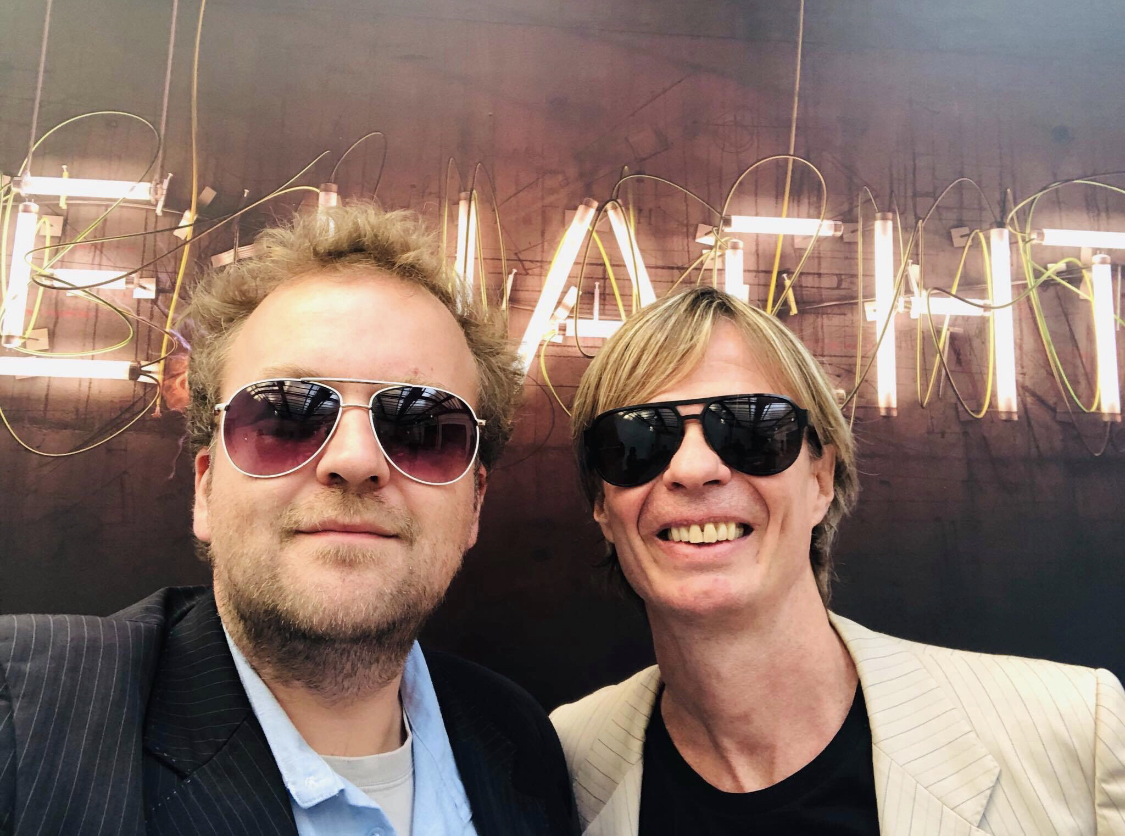
Roland Gratzer und Hannes Duscher (rechts)

Hannes Duscher (* 10. Juli 1966 in Bruck an der Mur, Steiermark) ist ein österreichischer Entertainer, Moderator, Musiker und Schauspieler. Er lebt und arbeitet in Wien.

## Leben
Hannes Duscher besuchte das Stiftsgymnasium in Kremsmünster, Oberösterreich, wo er 1984 gemeinsam mit dem Karikaturisten Michael Pammesberger seine Matura machte. Es folgen Auslandsaufenthalte als Musiker mit Gelegenheitsjobs in Berlin, London und Los Angeles.
Ab Mitte der 1990er arbeitete Duscher als Sänger, Gitarrist und Songwriter der Wiener Elektro-Pop-Pioniere "Planet E". Zu Beginn erschienen die CDs der Band auf Werner Geiers Label "Uptight Records", später bei Universal Music Deutschland. Es folgten Top-10-Platzierungen in den deutschen Club-Charts und Konzerte in den Wiener Clubs Flex und WUK sowie Auftritte beim Holzstock Festival in Ebensee und im Wiener Rathaus. Dazu spielte Hannes Duscher bei der Coverband "The Wandering Stars".
Neben seiner musikalischen Karriere begann er 1992 an der Universität Wien Publizistik und Kommunikationswissenschaften zu studieren. 1998 schrieb er seine Diplomarbeit mit dem Titel "Das ,klassische' Jugendmagazin im Fernsehen als Jugend-Musiksendung für ,alle' scheint überholt: das Aufzeigen einer Entwicklung anhand des öffentlich-rechtlichen Senders ORF".
Diese Arbeit hatte beim ORF Anklang gefunden. Duscher fing beim ORF-Radiosender FM4 als Redakteur in der Programmgestaltung an. Zugleich war er von 1999 bis 2001 Lektor für Musikgeschichte im Bereich Multimedia-Art an der Fachhochschule Salzburg.
2004 gründet Hannes Duscher die Gitarrenband „When the Music’s Over“, deren Debütalbum 2006 erschien. Einige Titel gehören zum Soundtrack des Zweiteilers „In 3 Tagen bist du tot“. Die Band spielte mehrere Konzerte im In- und Ausland. 2009 erschien das zweite Album „When The Music’s Over“. Nach der Veröffentlichung verließ Hannes Duscher die Band.
Er konzentrierte sich wieder auf seine Arbeit bei FM4 und begann dort mit Roland Gratzer zusammenzuarbeiten. Eines ihrer ersten gemeinsamen Projekte ist die "Kleine Gitarrenkunde". Unter dem Namen „Duscher & Gratzer“ realisieren sie unterschiedlichste künstlerische Projekte und die Radiosendungen auf FM4; Top FM4, Unter Palmen, Unter Palmkätzchen und Unter Tannen. Außerdem spielen sie zusammen in Filmen und Theaterstücken. Ebenfalls unter dem Namen „Duscher und Gratzer“ veröffentlichten sie ihr erstes Album Es ist aus am 7. Dezember 2018 auf Sissi-Records.
Am 20. und 27. November 2018 gab Duscher zusammen mit Gratzer seine Fernsehpremiere. Die 30-minütige Late-Night-Comedy-Show „Top 1“ wird Dienstagnacht auf ORF 1 ausgestrahlt und aus dem Wiener Lokal dem Café U1 gesendet. Die ersten Gäste waren Thomas Brezina, Chris Lohner, Voodoo Jürgens und Minigolf-Europameisterin Karin Heschl.

## Werke

### Musik

#### Mit Planet E (Gitarrist, Sänger, Songwriter)
- 1996: Vinyl 12″, Planet E: Freeze (Uptight Records)
- 1998: Vinyl 12″: Planet E: Move (Universal Germany)
- 2000: Album, Planet E: Leaving You with This (Klein Records)

#### Mit When The Music’s Over (Gitarre, Gesang)
- 2006: Album, When The Music’s Over: When The Music’s Over (Monkey Music)
- 2009: Album, When The Music’s Over: Escape I + II (Monkey Music)

#### Mit Duscher & Gratzer (Gitarre, Gesang)
- 2015: Single, Duscher & Gratzer: Nadine (Sissi Rec)[11]
- 2016: Single, Duscher & Gratzer: Wart auf mi (Las Vegas Rec)
- 2016: EP, Duscher & Gratzer: Wie soll des weitergehen (Las Vegas Rec)
- 2018: Single, Duscher & Gratzer: Es is aus (Sissi Rec)
- 2018: Album, Duscher & Gratzer: Es is aus (Sissi Rec)[12]

Mit Die Pulver (Gitarre, Gesang)
- 2024: Single: Neiche Zeit (kofferradio)[13]

### Theater (beim Festival Komm.st; Schauspiel, Musik)
- 2015: Weltsterz[14]
- 2016: Wald[15]
- 2017: Steppenrot[16]
- 2018: Die Hansi-Halleluja-Show[17]
- 2019: Das scharlachrote Kraftfeld

### Film
- 2018: Glossary of Broken Dreams (Schauspiel, Musik)[18][19]